# Mata Grande
Mata Grande este un oraș în unitatea federativă Alagoas (AL) din Brazilia.